# Église Saint-Rémi d'Hautevesnes
L'église Saint-Rémi est une église située sur le territoire de la commune d'Hautevesnes, dans le département de l'Aisne, en France.

## Historique
Presque entièrement détruite pendant la Première Guerre mondiale, il ne reste plus de l'ancienne église que quelques pierres de l'abside classées au titre des monuments historiques en 1921.

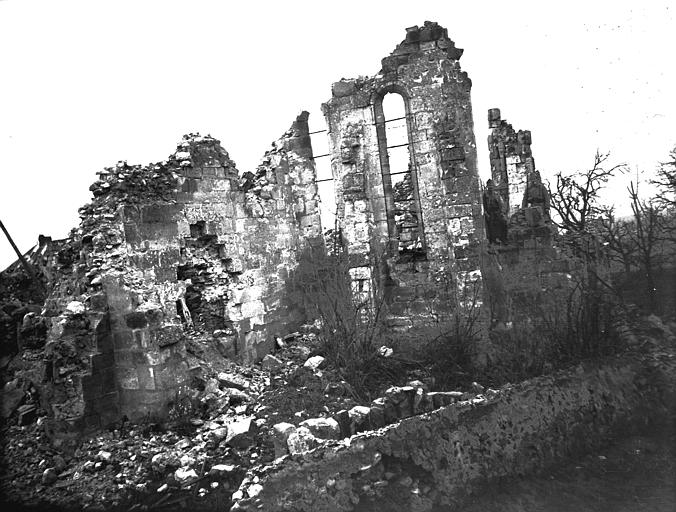
Église Saint-Rémi d'Hautevesnes en ruines

Couverte en tuiles, elle a été complètement reconstruite en pierre après guerre.